# Arnaldo DeSouteiro
Arnaldo DeSouteiro (Rio de Janeiro, 23 de junho de 1963) é um produtor musical, arranjador, músico, jornalista, publicitário e educador brasileiro. Membro votante do Grammy e da NARAS (National Academy of Recording Arts & Sciences). Radicado desde 1999 em Los Angeles, California, Estados Unidos. Fundador do selo JSR (Jazz Station Records), uma divisão da Jazz Station Marketing & Consulting, com sede em Los Angeles (9930 Liebe Drive, LA, CA, USA). Em 2007, criou também a JSR Casting e a LaCalifUSA Pictures, empresa de cinema que produz conteúdo e trilhas sonoras para cinema e TV. Como produtor de discos, conta com 1.020 títulos em sua discografia (somando-se novos projetos, reedições, compilações, trilhas sonoras, vídeos lançados em VHS, LaserDisc e DVD, além de álbuns especiais).
Formado em Comunicação Social pela PUC-RJ (Pontifícia Universidade Católica), estudou piano clássico dos quatro aos doze anos de idade. Aos quatorze anos, em 10 de junho de 1979, iniciou a carreira jornalística como colunista do jornal Tribuna da Imprensa, tendo publicado 3.200 artigos durante 30 anos, até a extinção do jornal em 2009. Trabalhou como correspondente da revista norte-americana Keyboard entre 1985 e 1994, e como free-lancer para as revistas Cuadernos de Jazz (Espanha), Billboard (Estados Unidos), Japão (Swing Journal) e Revista do CD (Brasil).
Em 1992, escreveu o roteiro para o especial de televisão "João & Antonio", exibido pela Rede Globo, documentando os dois últimos concertos realizados conjuntamente por João Gilberto e Antonio Carlos Jobim. Foi também responsável pela consultoria geral e pela mixagem do programa, dirigido por Walter Salles Jr.
Trabalhou como produtor com João Gilberto, Luiz Bonfá, Antonio Carlos Jobim, Ithamara Koorax, João Donato, Dom Um Romão, Claudio Roditi, Eumir Deodato, Rodrigo Lima, Mario Castro-Neves, Palmyra & Levita, Ron Carter, Herbie Hancock, Larry Coryell, Carlos Barbosa-Lima.
Atuou também como produtor freelancer para as gravadoras Verve, CTI, Milestone, RCA, BMG, Pausa, Paddle Wheel, King, Sony, Rambling, Sonet, IRMA, Mercury e Motor Music.
Dirigiu shows de João Donato, Wanda Sá, Doris Monteiro, Eumir Deodato, Dom Um Romão, Mario Castro-Neves e Ithamara Koorax.
Supervisionou dezenas de reedições e compilações, de álbuns da gravadora CTI Records, entre 1980 e 2025. Produziu a coletânea "CTI Acid Jazz Grooves", que em 1997 chegou ao topo da parada de jazz no Japão.
Produziu a série de compilações "A Trip To Brazil", lançada pela gravadora Verve/Universal Music, com cinco CDs-duplos editados entre 1998 e 2005. Os dois primeiros volumes chegaram ao primeiro lugar nas paradas de world-music em vários países da Europa.